# Logic Studio
Logic Studio（ロジック スタジオ）は、かつてAppleが開発・販売していたOS X用音楽制作スイーツソフトウェアである。

## 構成
Logic Studioは次のソフトウェアによって構成されている。Logic Pro 9を始め、複数のソフトウェアで構成されている。
- Logic Pro 10
- MainStage 2（ライブ演奏用ソフトウェア）
- Soundtrack Pro 3
- スタジオ音源（40種以上のソフトウェアインストゥルメントプラグイン）
- スタジオエフェクト（80種以上のエフェクトプラグイン）
- スタジオ・サウンド・ライブラリ（サンプル・ループ・チャンネルストリップ設定集）
- ユーティリティ:
  - Impulse Response Utility
  - Apple Loops Utility
  - WaveBurner Pro（CDマスタリングアプリケーション）
  - Compressor 3.5（映像及び音声圧縮アプリケーション）

## 価格
- 499ドル（アメリカ合衆国内）
- 17,000円（日本国内、appストア　ダウンロードのみ）